# Cantonul Morlaàs
Cantonul Morlaàs este un canton din arondismentul Pau, departamentul Pyrénées-Atlantiques, regiunea Aquitania, Franța.

## Comune
- Abère
- Andoins
- Anos
- Arrien
- Barinque
- Bernadets
- Buros
- Escoubès
- Eslourenties-Daban
- Espéchède
- Gabaston
- Higuères-Souye
- Lespourcy
- Lombia
- Maucor
- Montardon
- Morlaàs (reședință)
- Ouillon
- Riupeyrous
- Saint-Armou
- Saint-Castin
- Saint-Jammes
- Saint-Laurent-Bretagne
- Saubole
- Sedzère
- Sendets
- Serres-Castet
- Serres-Morlaàs
- Urost